# Banchus gilvus
Banchus gilvus är en stekelart som beskrevs av Henry Keith Townes, Jr. 1978. Banchus gilvus ingår i släktet Banchus och familjen brokparasitsteklar. Inga underarter finns listade.